# Lawrence Wright (Musikverleger)
Lawrence Wright (* 15. Februar 1888 in Leicester, England; † 9. Mai 1964 in Blackpool), Künstlernamen Horatio Nicholls, gelegentlich auch Everett Lynton und Gene Williams, war ein britischer Komponist und Musikverleger.

## Leben
Lawrence Wright wurde 1888 in Leicester, England, geboren. Sein Vater betrieb dort eine Musikalienhandlung. Bereits im Alter von 10 Jahren spielte er Klavier, Gitarre, Banjo und Mandoline. Bis zu seinem 16. Lebensjahr half er seinem Vater im Geschäft, danach machte er sich mit einem eigenen Musikalienstand selbständig. 1906 mietete er in der Lower Conduit Street Nr. 29 einen Laden und gründete darin die Wright Music Company. Sein erster erfolgreich verlegter Schlager war das Lied “Don’t Go Down The Mine, Daddy”, das William Geddes und Robert Donelly 1910. 1912 hatte er seinen Musikverlag in London in der Denmark Street etabliert.
1914 kam es zu einer fruchtbaren Zusammenarbeit mit dem Textdichter Worton David, mit dem er das Soldatenlied „Are We Down Hearted? No!“ schrieb. Nicholls selbst leistete seinen Militärdienst beim Royal Naval Air Service ab.
Nach dem Weltkrieg erweiterte er sein Geschäft und eröffnete Filialen in Blackpool, Llandudno, Douglas (Isle of Man) und anderen Städten an der See. In dieser Zeit begann Wright, eigene Lieder zu schreiben. Das erste hieß „Down by the Stream“. Über 600 Lieder sollten es im Laufe seiner Karriere werden, die meisten veröffentlicht unter seinem Künstlernamen Horatio Nicholls. Sein bekanntester Schlager, der auch noch gespielt wird, war “Among My Souvenirs”. Ihn haben viele Künstler aufgenommen, darunter Hoagy Carmichael, Bing Crosby, Frank Sinatra und Connie Francis. Als Musikverleger brachte er u. a. „Shepherd of the Hills“, „Sahara“ und „Amy, Wonderful Amy“.
1926 gründete er das Fachblatt Melody Maker. 32 Jahre lang organisierte er die jährlichen Sommerkonzerte „On With The Show“ am North Pier in Blackpool.
Trotz eines Schlaganfalles, der ihn 1943 in den Rollstuhl zwang, setzte er sich erst 1956 endgültig zur Ruhe. Lawrence Wright starb am 19. Mai 1964, er liegt begraben auf dem Kirchhof von St. Stephen-on-the-Cliffs in Blackpool. Heute ist eine blaue Gedenktafel am Gasthaus „The Jolly Miller Public House“ gegenüber seinem ersten Musikgeschäft in der Conduit Street angebracht.

## Rezeption in Deutschland
Wright war als Horatio Nicholls auch auf dem Musikmarkt in Deutschland vertreten. So machte die Ende der 1920er Jahre in Berlin gastierende Jazzkapelle “Dave Caplan's Toronto Band from Canada” für die Deutsche Grammophon mehrere Aufnahmen mit Horatio-Nicholls-Titeln, darunter Jack in the Box, Pearl Of Malabar und While The Sahara Sleeps. Auch einheimische Orchester wie Efim Schachmeister, Paul Godwin, Bernard Etté oder das Saxophon-Orchester Dobbri spielten seine Schlager und verbreiteten sie auf Grammophonplatten. Autoren wie Arthur Rebner, Fritz Rotter oder Rideamus übertrugen die englischen Texte, oft mit geschickter Wendung ins Kabarettistische, ins Deutsche. Seinen Schlager „My Souvenirs“ trugen 1928 die noch am Beginn ihrer Karriere stehenden Comedian Harmonists, mit dem Text von Fritz Rotter vor.

## Werke (Auswahl)
Ein ausführliches Werkverzeichnis (1914–1936) gibt es bei fredgodfreysongs.ca:
- Are We Downhearted? – NO!, Song (Horatio Nicholls, lyrics by Worton David) c. 1914
- Blue Eyes (Those Two Blue Eyes): Music by Lawrence Wright as “Horatio Nicholls”, words by Fred Godfrey [as “Godfrey Williams”] (1915/1919)[6]
- The kingdom within your eyes, Song (Horatio Nicholls, lyrics by Worton David) c. 1922
- Riviera Rose, Fox Trot (1924)
- Sahara (Fern in der Sahara), Fox Trot (1926)
- Ukulele Lullaby, Fox Trot (als Gene Williams) (1926)
- The Tin-Can Fusiliers, one-step (1926)
- While The Sahara Sleeps (1926): Music by Lawrence Wright as “Horatio Nicholls”, words by Fred Godfrey as “Eddie Stamper”[7]
- The Shepherd of the Hills, Fox Trot (1927)
- Among My Souvenirs (1928)
- Janette. Waltz (Williams & Nicholls): Music by Lawrence Wright as “Horatio Nicholls”, words by Fred Godfrey as “Godfrey Williams” (1928)[8]
- My Inspiration Is You (als Gene Williams) (1928)
- I Never Saw Maggie Alone (als Everett Lynton)/Deutsch: Ich war nie mit Lilli allein (Text von H. Haller) (1928)
- Mistakes (als Everett Lynton) (1928)
- Persian Rosebud, Fox Trot (1928)
- I’m Saving The Last Waltz For You, Waltz Song (lyrics by J. G. Gilbert)[9]
- Amy, Fox Trot (lyrics by Jos. Geo. Gilbert) „Specially Composed for the Home-coming of the Heroine of the England-Australia Flight 1930, Miss AMY JOHNSON.“[10]

## Tondokumente (Auswahl)
- Are We Downhearted? – NO!, Great War Song by Horatio Nicholls, lyrics by Worton David: sung by Florrie Forde, with orchestra. Zonophone Record Serial Number 1408, c. 1914 (online)
- The kingdom within your eyes (Horatio Nicholls, words by Worton David) John McCormack, tenor, recorded in 1922 (Online)
- Sahara (Fern in der Sahara) Fox Trot (Horatio Nicholls). Saxophon-Orchester Dobbri. Beka B.5320-I (mx. 32 689) – 1925 (online)
- Shanghai. Shimmy af Horatio Nicholls. Dans Orchester “Paul Godwin”. Nordisk Polyphon X.S.40 706 (S 40 707) – 1925 (online)
- Picador. Spanisch. One-step (Horatio Nicholls) Kapelle Sándor Jószi. Odeon A 41 464/O-1526 (mx. Be 5527) (online)
- Ukulele Lullaby (Gene Williams, lyrics by Gene Williams and Ray Morelle) Vaughn de Leath, voc., violin accompaniment. Amerikan. Columbia 361-D (mx.), rec. 1925 (online)
- Ukulele Lullaby (Gene Williams, lyrics by Gene Williams and Ray Morelle) The Trix Sisters [d. i. Helen and Josephine] with piano. Brit. Columbia 3914 (mx. A 2810), aufgen. London, 2. Feb. 1926 (online)
- Araby (Horatio Nicholls; deutscher Text „Am Nil, am blauen Nil“ von Arthur Rebner) Orchester Bernard Etté, Vox 08187 (mx. 608 AA) – Berlin, April 1926 (online)
- Araby (Horatio Nicholls; deutscher Text „Am Nil, am blauen Nil“ von Arthur Rebner) Saxophon-Orchester Dobbri. Beka B.5482-II (mx. 33 354) (online)
- Jack in the box (Springteufelchen) (Horatio Nicholls) Dave Caplan & His Toronto Band From Canada (1926). Polydor 20 710 – Berlin, Sept./Okt. 1926 (online)
- Ich möcht’ einmal ein Floh sein (Jack in the Box, Horatio Nicholls, deutscher Text von Rideamus) Saxophon-Orchester Dobbri mit Refraingesang. Beka B.6096-I (mx. 33 778) – Berlin 1926 (online)
- Pearl of Malabar (Ein Perlenband das schenk ich dir) Foxtrott (Horatio Nicholls, deutscher Text von Rideamus) Dave Caplan & His Toronto Band From Canada. Gr 20 713 – Berlin 1926 (online)
- Night (Bei Nacht) Foxtrott (Horatio Nicholls) Dave Caplan & His Toronto Band From Canada Gr 20 783 – Berlin, Nov. 1926 (online)
- While the Sahara sleeps, Fox Trot (Eddie Stamper & Horatio Nicholls) Dave Caplan’s Toronto Band from Canada: Grammophon 20 789 (Mx.-No.: 705 bk) – Berlin, November 1926 (online)
- Shepherd of the Hills, Foxtrott (Horatio Nicholls). Kapelle Herbert Glad. TRI-ERGON Colorit 3180 (Matr. 0509) – 1927 (online)
- Among my Souvenirs, Fox Trot (Nicholls) Ben Selvin and his orchestra, with vocal refrain. Columbia Viva Tonal 1188-D (mx. 144.809) – 1927 (online)
- Among My Souvenirs, Fox Trot (Nicholls) Paul Whiteman and his Concert Orchestra with vocal refrain. Victor Orthophonic 35 877-A, rec. 1927 (online)[11]
- Ein bißchen Seligkeit (Among My Souvenirs) (Edgar Leslie & Horatio Nicholls, Deutscher Text: Fritz Rotter) Comedian Harmonists. Odeon O-2586 (Be 7120) – Berlin, Sommer 1928 (online)
- My Inspiration is You, Fox Trot (E. Leslie – H. Nicholls) Alfredo and his band with vocal chorus. Edison Bell Radio No. 884 (mx. 88 333) rec. 8. Okt. 1928. An early recording by the band of Alfred Gill. (online)
- Ich war nie mit Lilly allein!, Foxtrot (Everett Lynton, deutscher Text von H. Haller) Orchester Efim Schachmeister mit Refraingesang von Franz Baumann. Gr 23 ...? (online)
- Amy, Foxtrott (Jos. Geo. Gilbert & Horatio Nicholls) Jack Hylton & His Orchestra. The vocalist is Pat O’Malley. HMV/Electrola E.G.2013 (mx. Bb 19 467-IV) rec. Small Queens Hall, London, June 2nd 1930. (online)
- Adeline!, Foxtrot by Horatio Nicholls and Joseph Gilbert. Jay Wilbur and his Band. Vocal Chorus: Al Bowlly, Jack Plant & Les Allen. Imperial No. 2355, in Deutschland als „Adrian Schubert“ auf Kristall Nr. 4048 (mx 5516-IV) – Late October 1930, released Jan. 1931 (online)
- We’re All Good Pals At Last (Horatio Nicholls) Layton and Johnstone, American Duettists. Columbia DB.562 (CA 11 768) – 1931 (online)
- Mein schönes Sans Souci !, langsamer Foxtrott. Musik: Horatio Nicholls. Text: Hans Felder. Harald Paulsen mit Odeon Tanz Orchester. Odeon O-11 860 (Be 10 337) – rec. Berlin, may/june 1933. (online)